# Jurinodexia bicolor
Jurinodexia bicolor är en tvåvingeart som först beskrevs av Giglio-tos 1893.  Jurinodexia bicolor ingår i släktet Jurinodexia och familjen parasitflugor. Inga underarter finns listade i Catalogue of Life.